# Sistema di numerazione additivo
In matematica, un sistema di numerazione additivo è un sistema di numerazione basato su una legge additiva applicata a determinati simboli numerici fondamentali. Ogni numero è rappresentato attraverso una successione di tali simboli ed il suo valore è dato dalla somma dei valori attribuiti a ciascuno di essi. Nei sistemi additivi non serve un simbolo per lo zero.
Utilizzato fin dalle popolazioni primitive, il sistema additivo costituisce la base di tutti i sistemi di numerazione utilizzati nell'antichità in una miriade di versioni. Solo verso il X secolo incominciò ad essere soppiantato dal sistema di numerazione posizionale introdotto dai matematici indiani ed arabi. Tuttavia, ancora oggi il sistema di numerazione romano ha un utilizzo sia pure limitato, per es. per i numeri ordinali Tra i più famosi sistemi additivi, oltre a quello romano, figurano quello egizio e quello attico.
Per quanto riguarda il già citato sistema di numerazione romano, si deve notare che era puramente additivo solo nella sua forma più antica. Nella forma attualmente in uso (consolidatasi nel medioevo) in particolari casi l'utilizzo di un simbolo dipende dalla sua posizione. Se il numero è scritto, da sinistra a destra, posizionando i simboli in modo che il loro valore sia decrescente, questi vengono sommati per ottenere il valore del numero rappresentato. Ma, se uno dei simboli I, X o C ne precede uno di valore maggiore, esso viene sottratto. Per esempio il numero romano LX è uguale a 60 mentre il numero XL è uguale a 40.